# Thiouville
Thiouville település Franciaországban, Seine-Maritime megyében. Lakosainak száma 279 fő (2022. január 1.). Thiouville Ancourteville-sur-Héricourt, Beuzeville-la-Guérard, Cleuville, Cliponville, Normanville és Terres-de-Caux községekkel határos.

## Népesség
A település népessége az elmúlt években az alábbi módon változott:
| Lakosok száma | 286  | 311  | 318  | 309  | 301  | 293  | 285  | 283  | 279  |
|               | 2013 | 2015 | 2016 | 2017 | 2018 | 2019 | 2020 | 2021 | 2022 |